# John Morris-Jones
Sir John Morris-Jones (17 de octubre de 1864 - 16 de abril de 1929) fue un académico galés, autor de gramática y poesía en lengua galesa.

## Biografía
Morris-Jones nació apellidado Jones, en Trefor (Bodffordd) en la parroquia de Llandrygarn de Anglesey. En 1868 la familia se trasladó a Llanfairpwllgwyngyll donde recibió la educación primaria. En 1876 ingresó en Friars School, Bangor. En 1879, el director de Friars School, Daniel Lewis Lloyd, fue enviado al Christ College (Brecon), y Morris-Jones lo acompañó allí. En 1883 asistió al Jesus College de Oxford, donde se graduó con honores en matemáticas en 1887.
Mientras estaba en Oxford, Morris-Jones estudió libros y manuscritos galeses en la Biblioteca Bodleiana y asistió a conferencias de John Rhys (1840-1915), profesor de celta. Morris-Jones y Rhys prepararon una edición de The Elucidarium y otros tratados en galés de Llyvyr agkyr Llandewivrevi AD 1346 (El libro del anacoreta de Llanddewi Brefi), una colección de manuscritos medievales en galés en la Biblioteca del Jesus College, que publicaron en 1894. Morris-Jones fue uno de los miembros originales de Cymdeithas Dafydd ap Gwilym (Sociedad Dafydd ap Gwilym), que fue fundada en 1886 y sigue siendo hasta la fecha una sociedad de estudiantes.
En 1889, Morris-Jones fue nombrado profesor numerario (lecturer) de galés en el University College of North Wales, Bangor (ahora Universidad de Bangor), donde ascendió a catedrático en 1895, cargo que ocupó hasta su muerte.

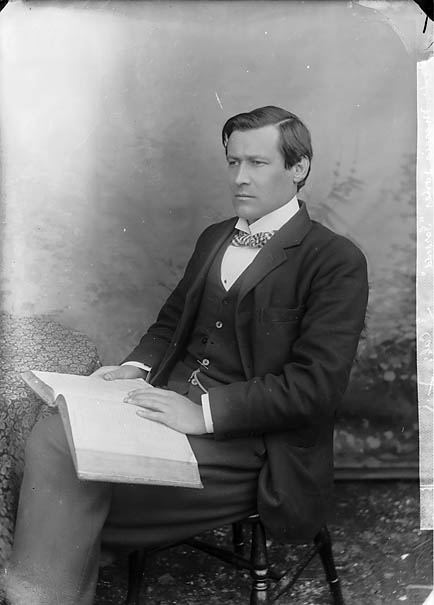
John Morris-Jones, fotografía de John Thomas, c. 1885, cuando Morris-Jones era estudiante en Oxford.

Morris-Jones trabajó para estandarizar la ortografía galesa. Sus obras, Welsh Orthography (1893) y A Welsh Grammar, Historical and Comparative: phonology and accidence (1913), prestigiaban el estatus de esta lengua y, por ello, fueron bien recibidas en Gales. También fue fundador y editor de la revista literaria Y Beirniad, publicada entre 1911 y 1919. Morris-Jones fue nombrado caballero en 1918, después de lo cual comenzó a utilizar el apellido Morris-Jones.
Morris-Jones fue comisionario de la Comisión Real de Monumentos Antiguos e Históricos de Gales desde 1920.
Además de su propia poesía, Morris-Jones publicó influyentes traducciones al galés del poeta alemán Heinrich Heine (1797–1856) y del persa Omar Jayam (1048–1131).
En 1897 Morris-Jones se casó con Mary Hughes de Llanfairpwllgwyngyll. Tuvieron cuatro hijas. Murió en Bangor el 16 de abril de 1929, a la edad de 64 años.
La residencia de habla galesa de la Universidad de Bangor se llama Neuadd John Morris-Jones (John Morris-Jones Hall) en su honor.